# Tann (Adelsgeschlecht)

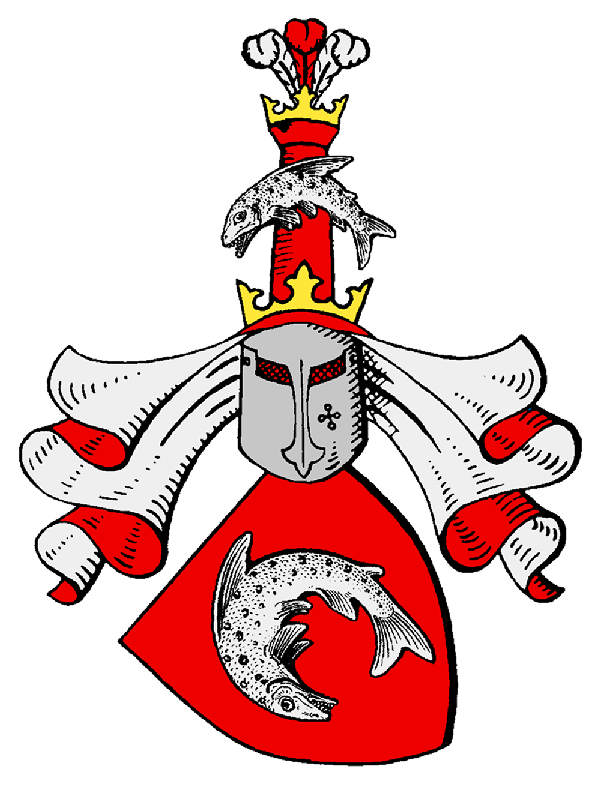
Wappen derer von der Tann

Tann (auch Thann, Tanne, Thannen) ist der Name eines fränkischen Adelsgeschlechts. Der Stammsitz der Herren von der Tann ist seit dem 12. Jahrhundert das Schloss Tann in der Kleinstadt Tann (Rhön) im Landkreis Fulda in Osthessen.

## Geschichte
Die Familie war stammesverwandt mit den Herren von Schlitz, die mit Erminold von Slitese im Jahre 1116 als Ministerialem der Abtei Fulda erstmals urkundlich erscheinen. Das Geschlecht war während des 12. bis 14. Jahrhunderts in der gesamten Rhön verbreitet. Die in der Familie weithin gebräuchlichen Namen Erminold, Gerlach und Irminger lassen sich in Schöffenbüchern und Sterberegistern bis in das 8. Jahrhundert zurückverfolgen; allerdings ist ein genealogischer Zusammenhang mit diesen früheren Namensträgern nicht nachweisbar.
Die gesicherte Stammreihe beginnt mit Erminold de Slitese. Dessen Urenkel Simon von Visbach und von Tanne führt ab 1232 erstmals den Namen de Thanne, nach der namensgebenden Stammburg „Tanne“ in der Rhön. Zur Herrschaft Tann gehörten die heutige Stadt Tann an der Ulster und 22 weitere Dörfer im Umland. Den Besitz hielt die Familie von der Abtei Fulda zu Lehen.
Im Jahre 1323 einigten sich Simon und Heinrich von Frankenberg, Söhne des verstorbenen Simon des Älteren von der Tann, und Heinrich von Biberstein und Heinrich von Bischofsheim, Söhne des Ritters Heinrich von der Tann, mit dem Abt von Fulda. Sie regelten die zu erbringenden Leistungen im Kriegsdienst für sich und ihre Burg (castrum nostrum dictum die Tanne) unter bestimmten Voraussetzungen. 1405 willigten die Herren von der Tann ein, dass alle Söhne, sobald sie das 15. Lebensjahr erreicht hatten, dem Landesherren Gelübde, Eid und Verbriefung leisten.
Das Stammhaus wurde in drei Teile aufgeteilt, die sich um einen Hof gruppieren, das gelbe, rote und blaue Schloss, nach denen sich auch die Linien des Geschlechts benannten.

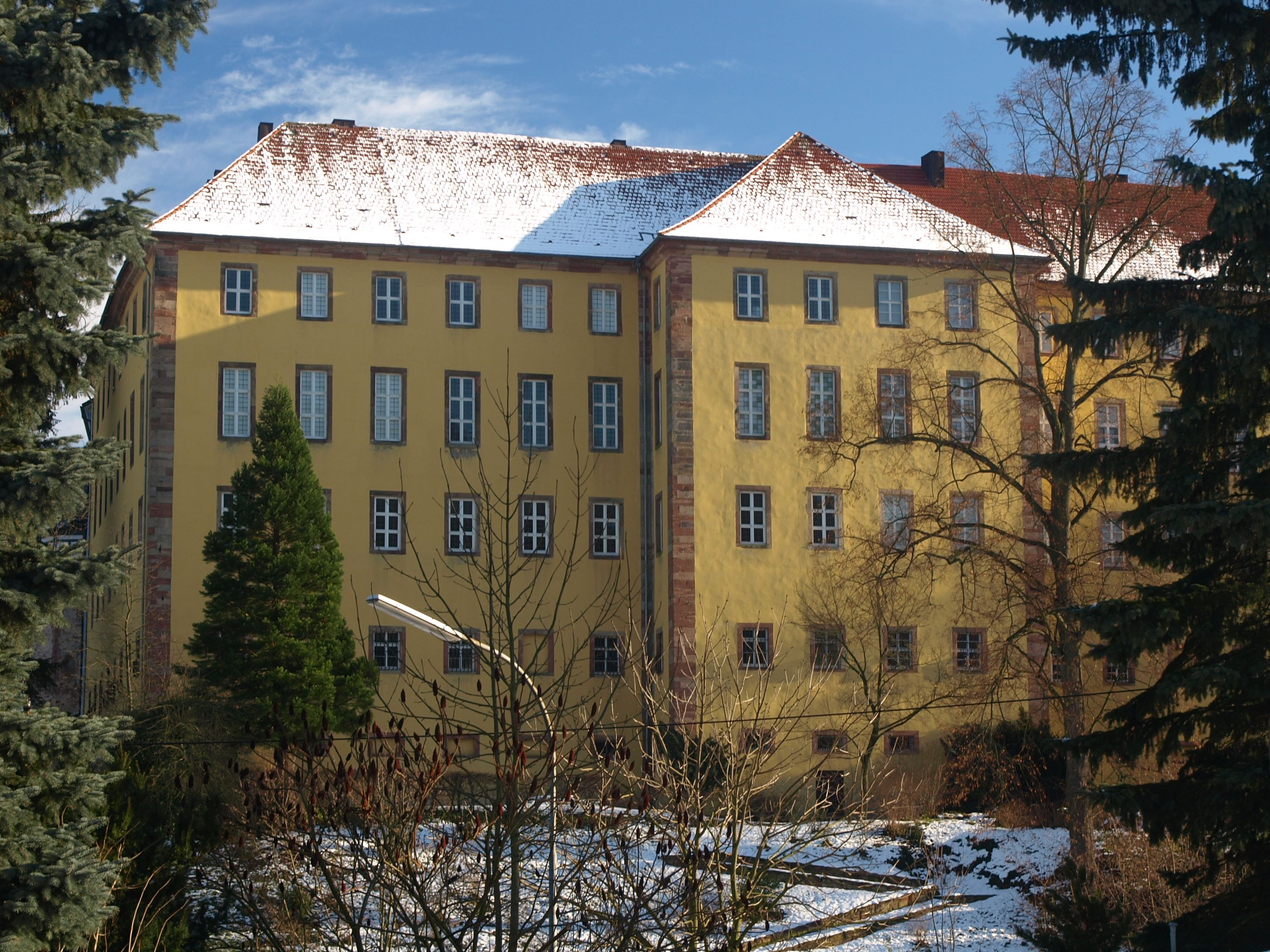
Das „gelbe Schloss“ in Tann
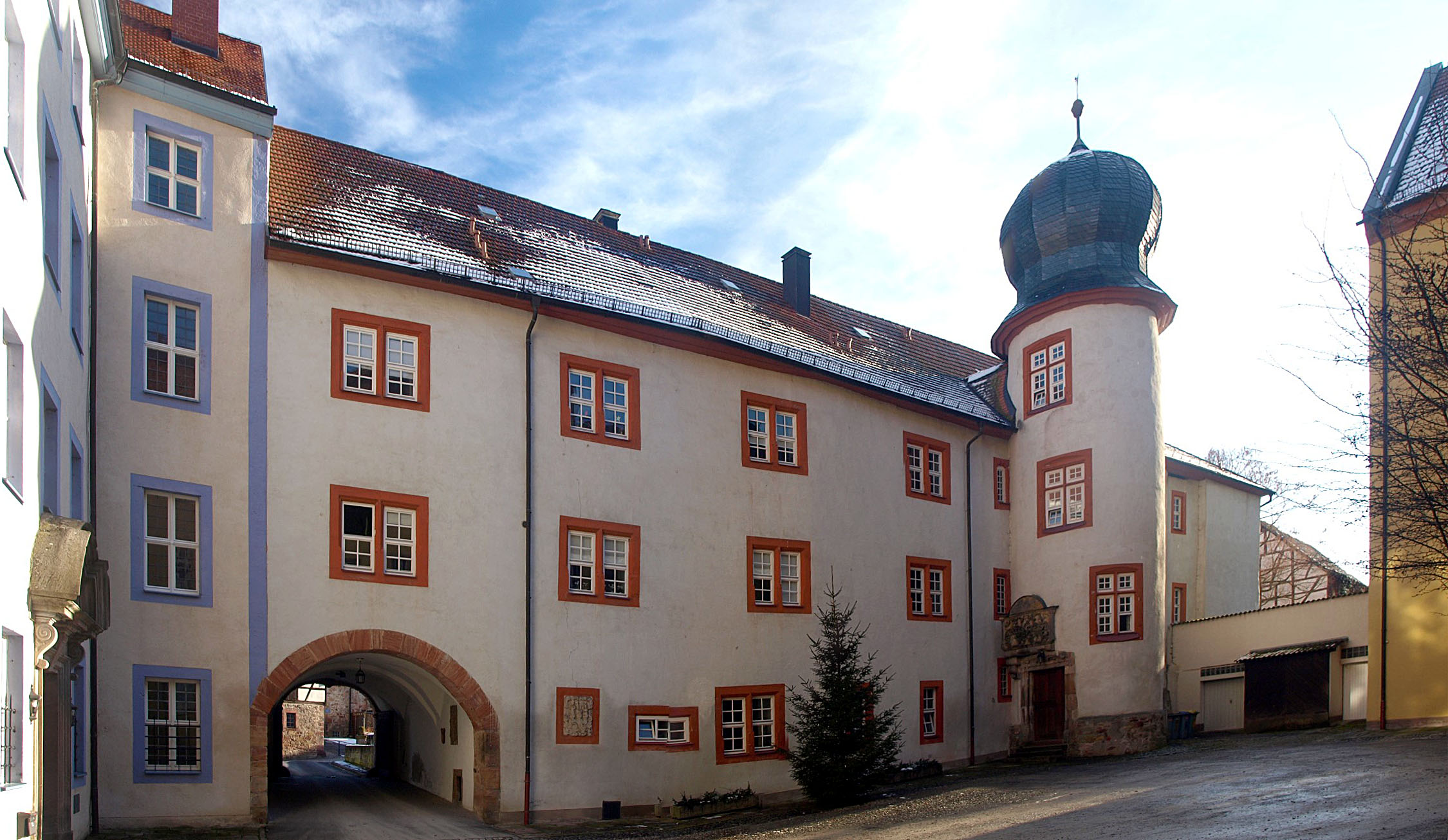
Das „rote Schloss“ in Tann
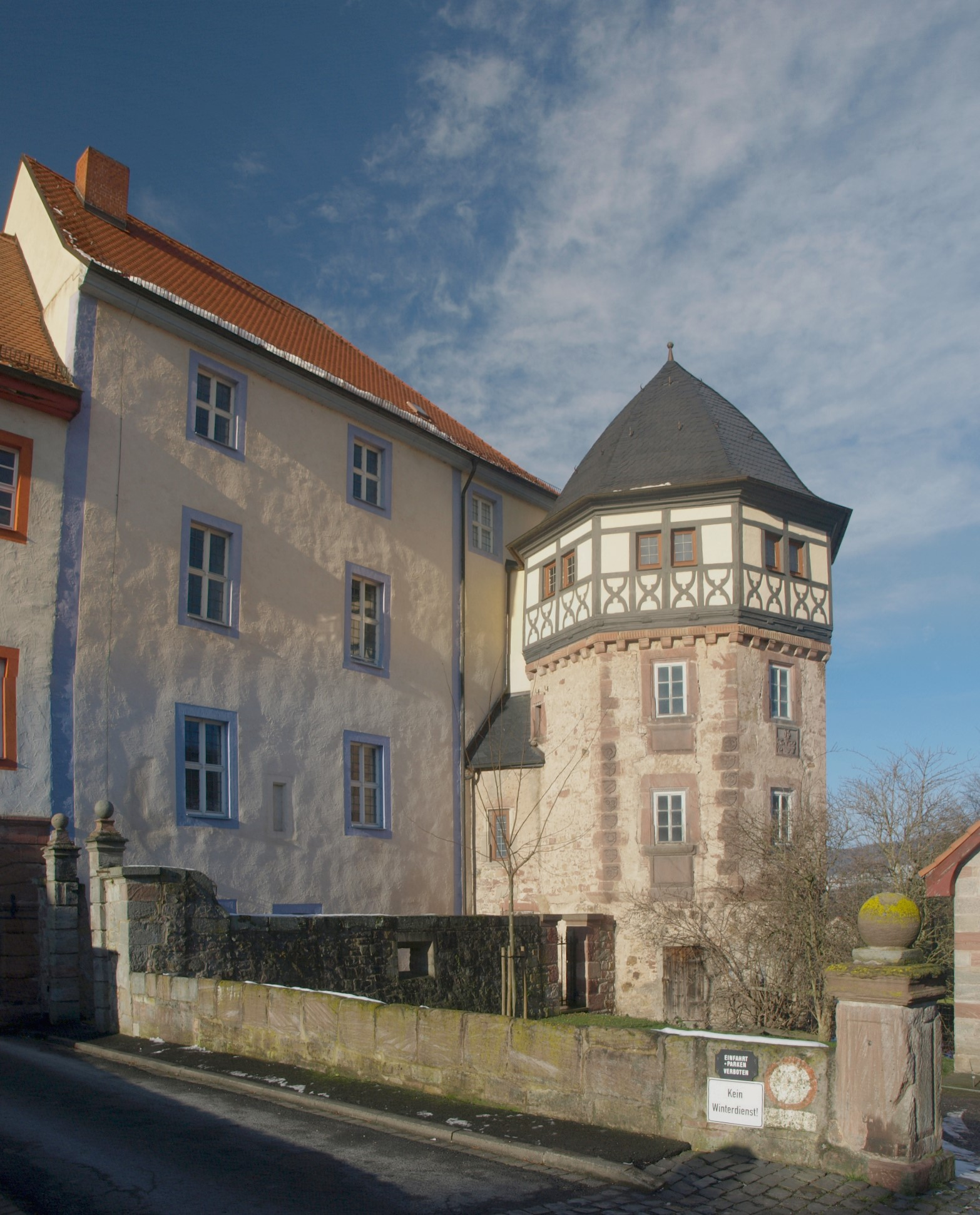
Das „blaue Schloss“ in Tann

Die Herren von der Tann gehörten seit 1647 zum Buchischen Quartier der fränkischen Ritterschaft und waren Mitglied der Reichsritterschaft im Ritterkanton Rhön-Werra des fränkischen Ritterkreises. Während des 16. Jahrhunderts waren sie auch im Ritterkanton Steigerwald und im Ritterkanton Odenwald immatrikuliert. Vom 16. Jahrhundert bis zum 18. Jahrhundert waren sie im Besitz bzw. Teilbesitz von u. a. Altschwambach (Weiler, Neuschwambach), Aura (Weiler, Neuschwambach), Dietgeshof, Dippach (Weiler, Hundsbach), Esbachsgraben (Weiler, Habel), Friedrichshof (Weiler, Tann), Günthers, Habel, Kleinfischbach (Weiler, Hundsbach), Knottenhof (Weiler, Tann), Lahrbach, Neuschwambach, Oberrückersbach (Weiler, Neuschwambach), Schwarzenborn (Weiler, Habel), Sinswinden (Weiler, Schlitzenhausen), Theobaldshof, Unterrückersbach (Weiler, Neuschwambach), Wendershausen, sowie den Exklaven Oberwaldbehrungen und Huflar (Weiler, Fladungen).
Teile der Besitzungen mit der Herrschaft Tann fielen mit der Rheinbundakte 1806 an das Großherzogtum Würzburg, 1815, nach den Bestimmungen des Wiener Kongresses, an das Königreich Bayern, und nach dem Deutschen Krieg 1866 zusammen mit dem Bezirksamt Gersfeld an das Königreich Preußen.
Nachdem bereits die Konradische Zweiglinie 1704 in den Reichsfreiherrenstand erhoben worden war, wurden 1854 und 1869 auch Zweige der Linien rotes und blaues Schloss, auf Grund ihrer Zugehörigkeit zur Reichsritterschaft, bei der Freiherrenklasse im Königreich Bayern immatrikuliert. Im Jahre 1868 erhielten Ludwig Samson Freiherr von und zu der Tann (1815–1881), königlich bayerischer Kämmerer und Generalleutnant, für sich und seine Brüder und Vettern, Namen und Wappen der ausgestorbenen Freiherren von Rathsamhausen.
Zweige der Familie von der Tann bestehen bis heute; die drei Häuser von Schloss Tann werden noch von ihnen bewohnt.

## Wappen
Blasonierung des Stammwappens: „In Rot eine mit Kopf und Schwanz abwärtsgebogene, natürliche (silbern, rot gefleckte) Forelle. Auf dem golden bekrönten Helm mit rot-silbernen Decken die Forelle vor einer roten, golden bekrönten Spitzsäule, besteckt mit drei silber-rot-silbernen Straußenfedern.“ – In Siebmachers Wappenbuch ist die Forelle linksgewendet.

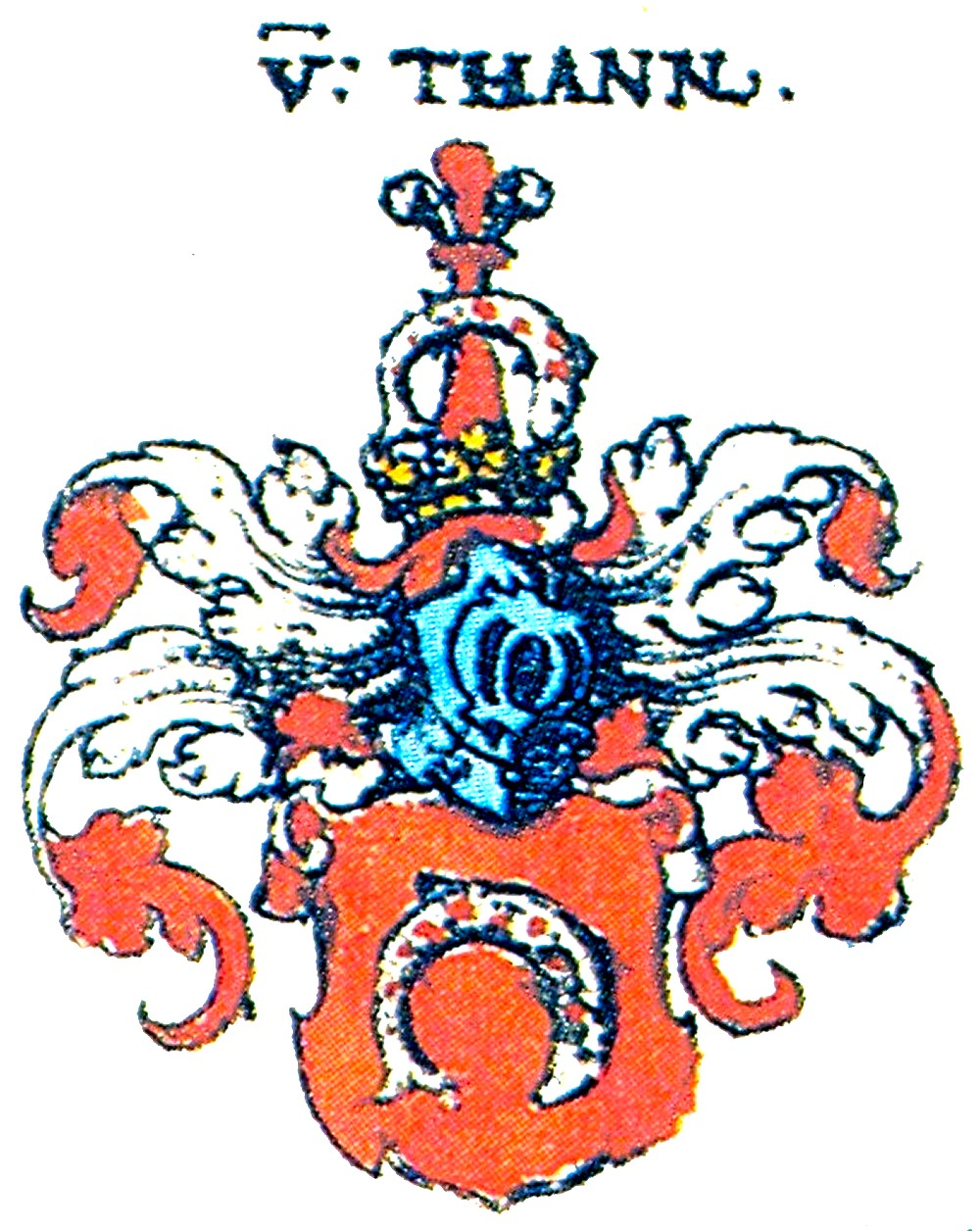
Wappen aus Siebmachers Wappenbuch, 1605
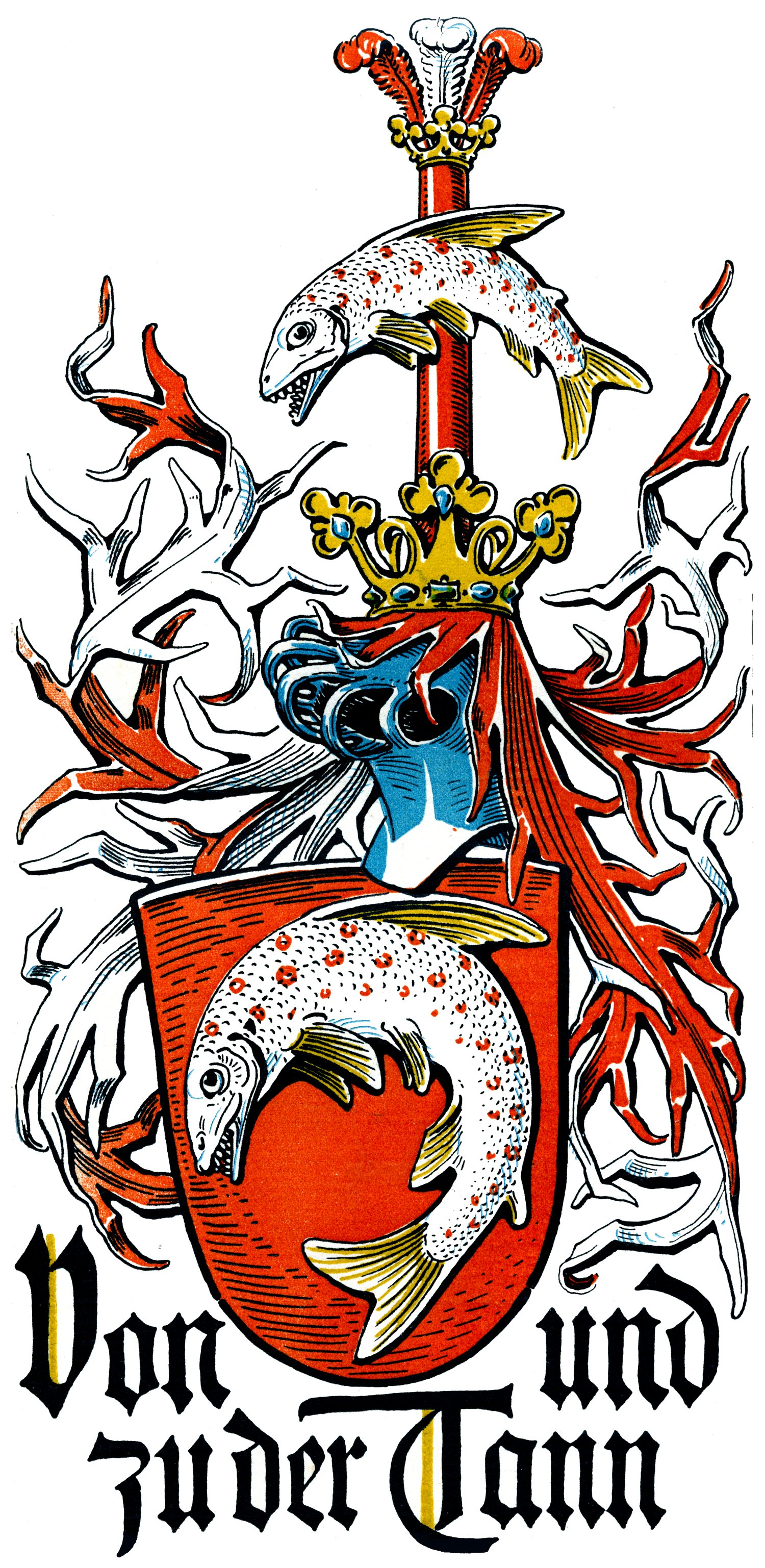
Wappengrafik von Otto Hupp im Münchener Kalender von 1914

Die silberne Forelle aus dem Wappen der Familie von der Tann ist heute noch in einigen unterfränkischen Ortswappen zu finden.

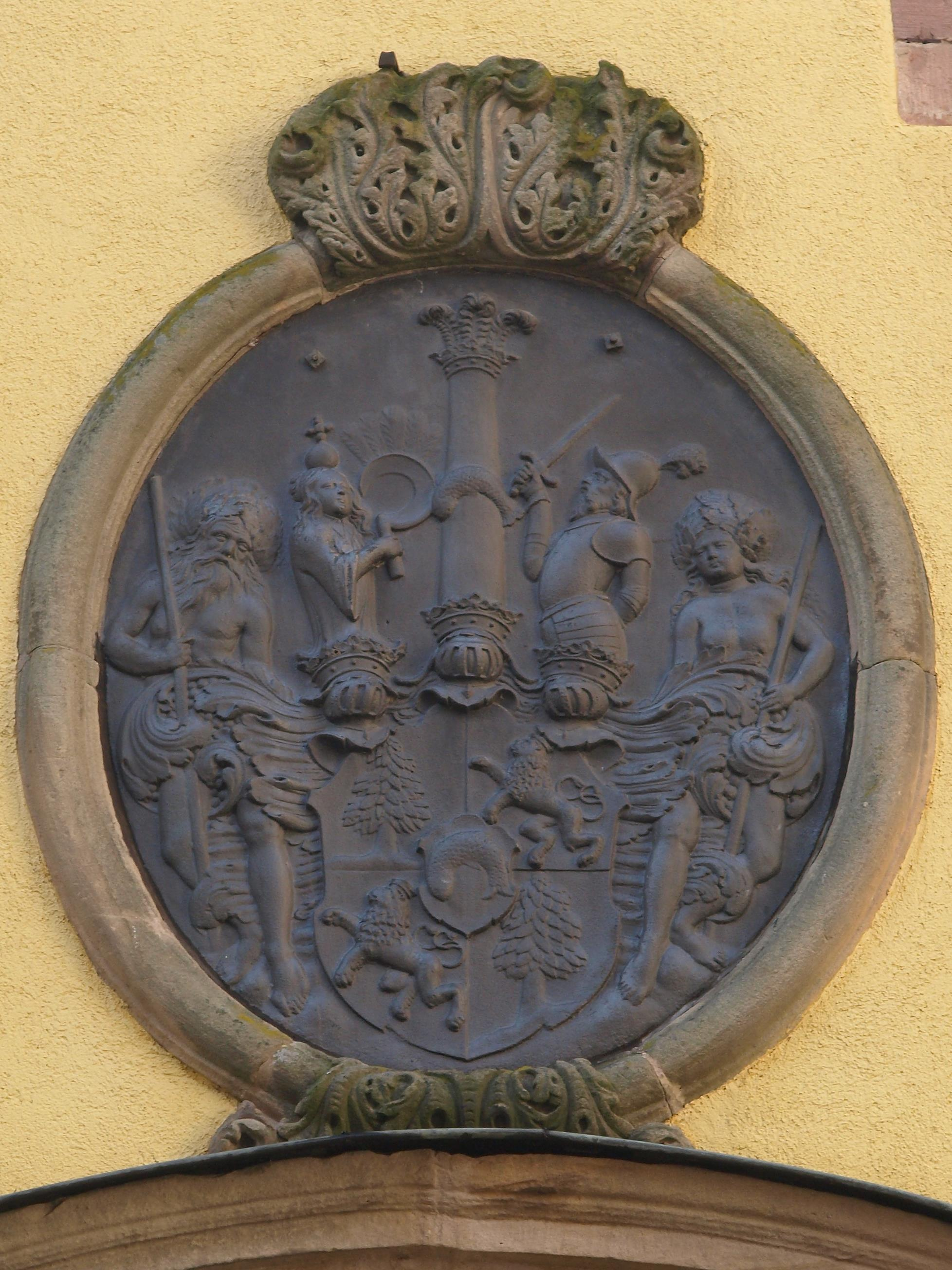
Wappen am Portal des Gelben Schlosses in Tann
Wappen des Marktes Geroda
Wappen der Gemeinde Nordheim vor der Rhön

## Bekannte Familienmitglieder
- Arthur von der Tann-Rathsamhausen (1823–1907), deutscher Gutsbesitzer und Abgeordneter des Provinziallandtages der Provinz Hessen-Nassau
- Eberhard von der Tann (1495–1574), kursächsischer Rat, führte als Regent der Herrschaft Tann 1534 die Reformation ein
- Elisabeth Freifrau von und zu Guttenberg (1900–1998), geborene Freiin von der Tann-Rathsamhausen, Gründerin mehrerer sozial-karitativer Einrichtungen und Organisationen
- Hartmann von der Tann (Großprior) (1566–1647), Großprior des deutschen Johanniterordens
- Hartmann von der Tann (Journalist) (* 1943), deutscher Journalist
- Heinrich von der Tann (1784–1848), deutscher Offizier und Abgeordneter
- Hugo von der Tann-Rathsamhausen (1817–1883), bayerischer Generalmajor
- Judith Holofernes (geb. Judith Holfelder-von der Tann, * 1976), deutsche Musikerin, Songschreiberin und Autorin
- Ludwig von der Tann-Rathsamhausen (1815–1881), bayerischer General der Infanterie und Kämmerer
- Ludwig von der Tann-Rathsamhausen (General, 1850) (1850–1928), bayerischer Generalmajor
- Luitpold von der Tann-Rathsamhausen (1847–1919), bayerischer General der Infanterie
- Michael von der Tann (* 1950), deutscher Verbandsfunktionär und Kommunalpolitiker
- Rudolf von der Tann-Rathsamhausen (1855–1942), bayerischer Staatsrat und Gesandter in Rom
- Rudolph von der Tann-Rathsamhausen (1820–1890), bayerischer Generalleutnant
- Sophie von der Tann (* 1991), deutsche Journalistin
- Wilhelm Heinrich von der Tanne (1710–1790), preußischer Oberst